# Loewe (elettronica)
Loewe  (pronuncia [ˈløːvə]) è un'azienda tedesca che opera nel settore dell'elettronica di consumo di fascia premium. Rientrano nella gamma prodotti dell'azienda i sistemi di home entertainment: televisori (core business dell'azienda), lettori Blu-ray e DVD, impianti multistanza, sistemi audio e di home cinema.

## Storia

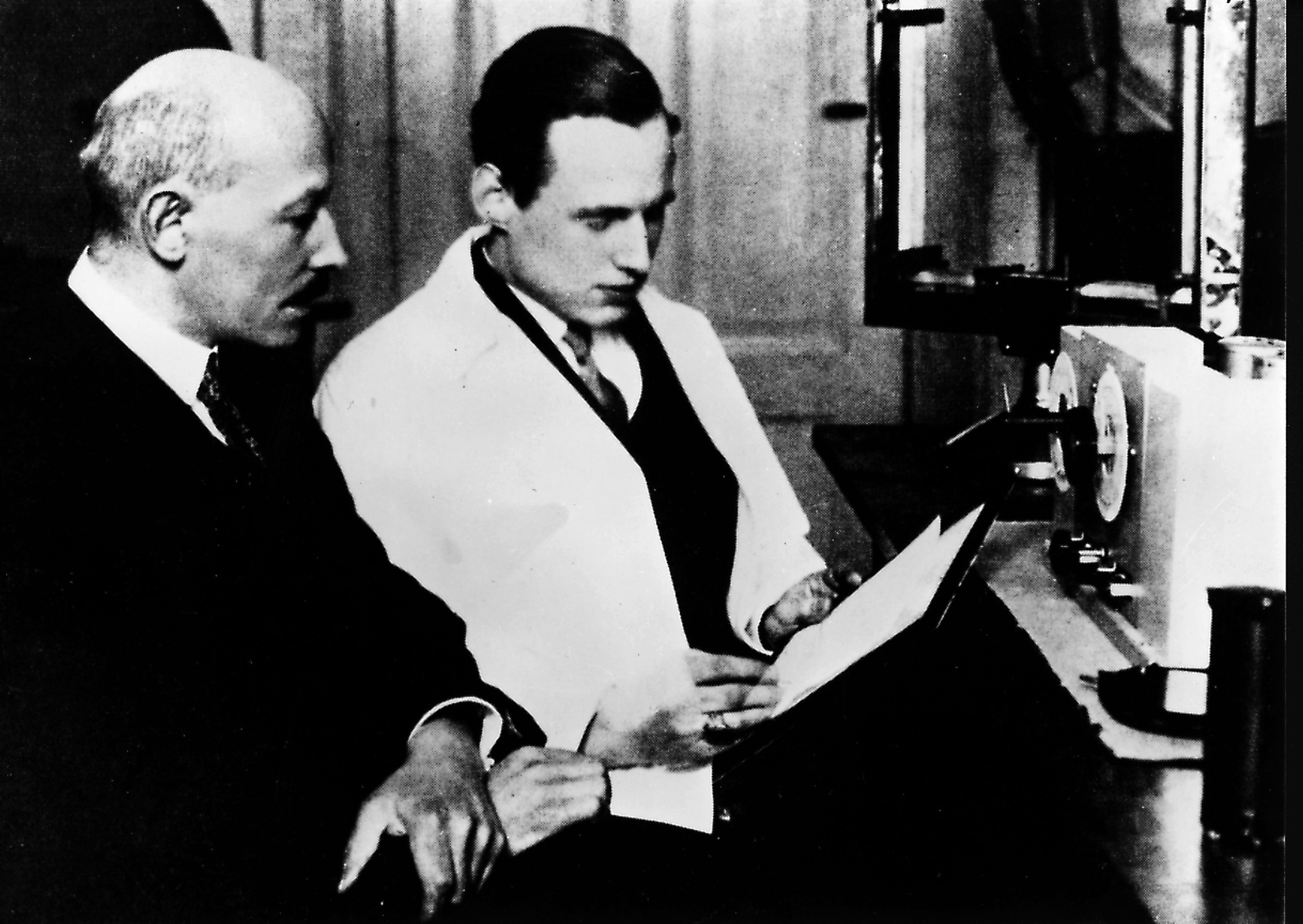
Siegmund Loewe e Manfred von Ardenne (1928)

L'azienda è stata fondata Berlino nel 1923 dai fratelli David Ludwig Loewe (1884–1936) e Siegmund Loewe, con la denominazione Radiofrequenz GmbH, specializzata nella produzione di radio, televisori e materiale hi-fi.
Nel 1926, grazie alla collaborazione con il fisico Manfred von Ardenne, realizza il tubo elettronico multiplo, dando vita al ricevitore locale OE 333; a partire dal 1927 vengono realizzate le prime radio con il marchio Loewe.
Nel 1931 l'azienda presenta la prima trasmissione televisiva completamente elettronica al mondo con l'utilizzo del tubo catodico di Braun. Nella capitale tedesca Loewe presenta il primo televisore concepito per la produzione in serie. L'azienda assume la denominazione sociale Loewe Radio AG nel 1933.
L'ascesa di Adolf Hitler al potere costringe Siegmund Loewe nel 1938 ad emigrare negli Stati Uniti d'America. Nel 1949 Siegmund riprende il possesso dell'azienda diventandone presidente. Nel 1950 viene prodotto Optaphon, il primo audioregistratore a cassette per uso privato; in quel periodo inizia a Kronach la produzione in serie di televisori.
Nel 1961 Loewe presenta Optacord 500, il primo videoregistratore europeo per uso privato. Alla morte di Siegmund Loewe nel 1962, la famiglia cede le proprie azioni alla Philips che controllerà l'azienda fino al 1985; in questo periodo Loewe si specializza nella progettazione e produzione di televisori.
Nel 1963 viene lanciato il primo televisore portatile Optaport, con una diagonale di 25 cm di diagonale e con radio FM integrata. In seguito, nel 1981 Loewe presenta il primo televisore stereo europeo. Nel 1985 Loewe sviluppa il televisore Art, che segna per l'azienda la nascita di una nuova generazione di TV orientati al design e alla tecnologia.
Il 1995 rappresenta un altro anno importante per Loewe, che presenta CS1, il primo televisore completamente riciclabile prodotto in serie. Nel 1998 Xelos@Media è il primo televisore con l'accesso a internet.
Nel 2003 nasce Articos 32 DR+, il primo televisore con disco rigido integrato. Tra il 2008 e il 2009 i TV Loewe si arricchiscono del portale MediaHome, che consente di accedere ai contenuti multimediali presenti nella rete domestica o su supporti USB. Nel 2014, dopo un periodo di grande difficoltà economica, l'azienda viene acquisita da un fondo di investimento industriale e viene trasformata in Loewe Technologies GmbH. Alla Fiera Internazionale dell'elettronica (IFA) di Berlino 2014, Loewe rinnova tutta la gamma con TV UHD.
A gennaio 2020, Loewe è stata acquisita da Skytec Group Ltd, un fondo di investimento industriale con sede a Cipro, guidata da Vladislav e Aslan Khabliev.

## Il Gruppo Loewe
A livello internazionale Loewe è presente in circa 50 paesi, con filiali in Italia, Francia, Belgio, Paesi Bassi e Regno Unito.

## Prodotti

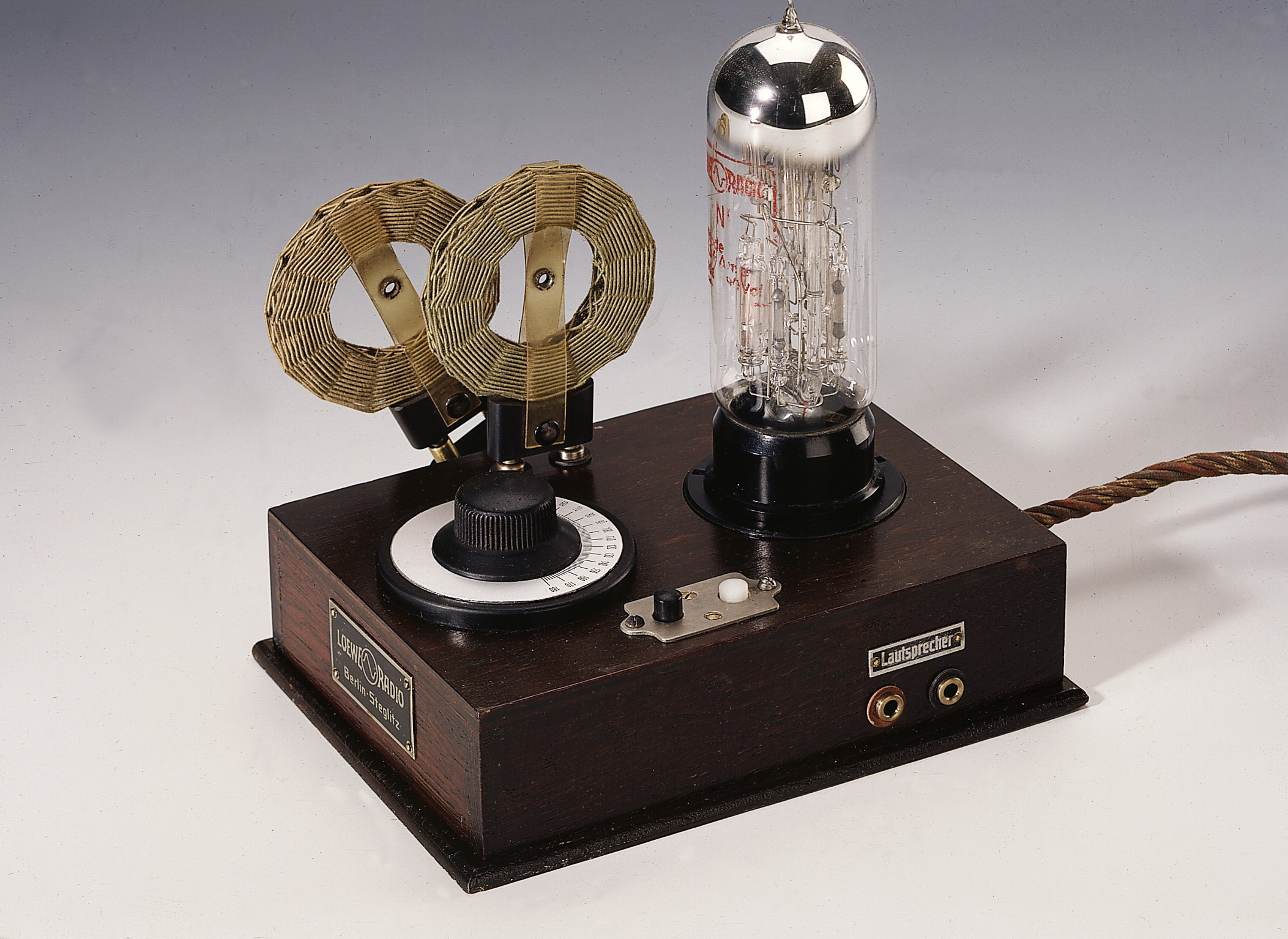
Loewe-Ortsempfänger, 1926
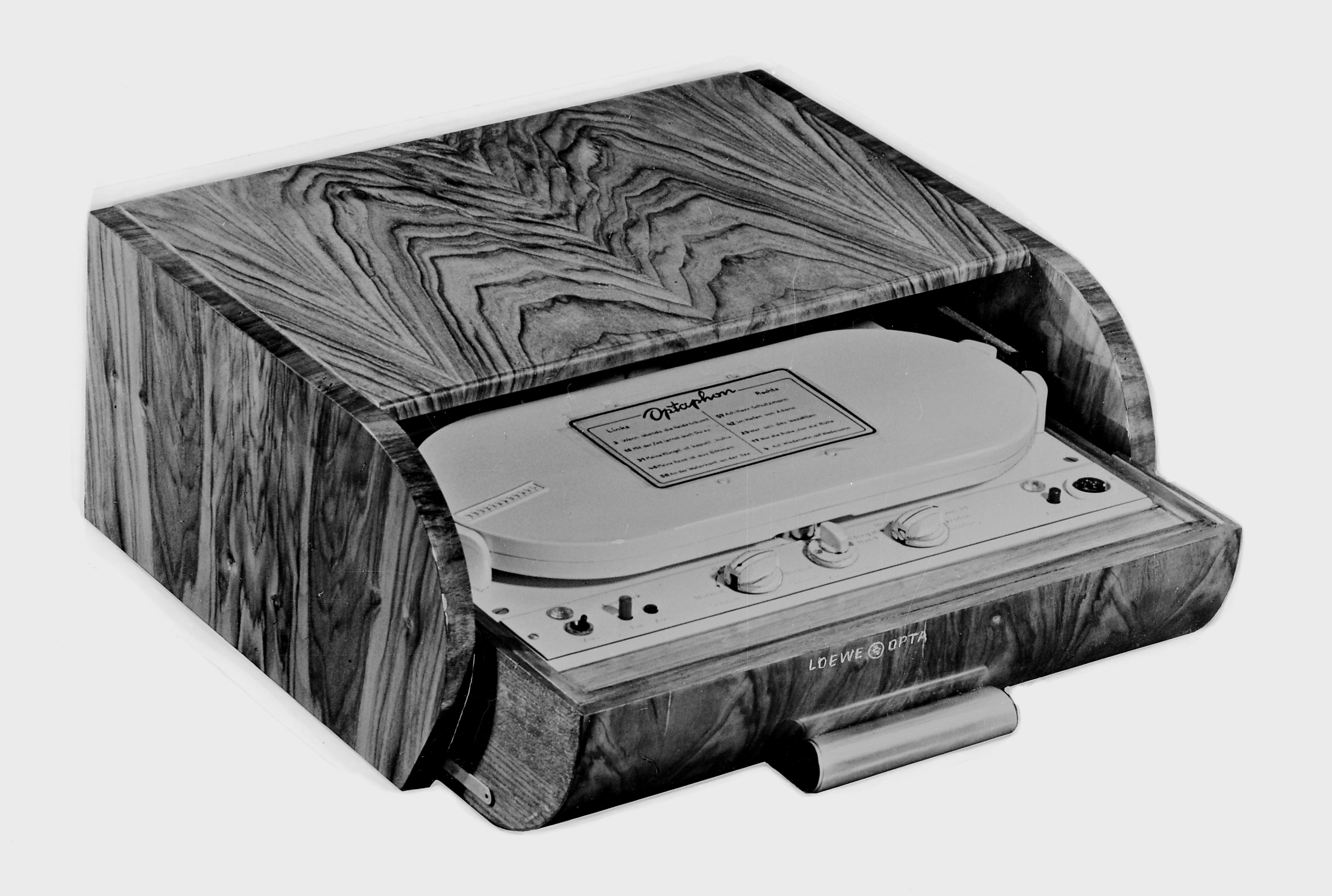
Loewe Optaphon, 1950
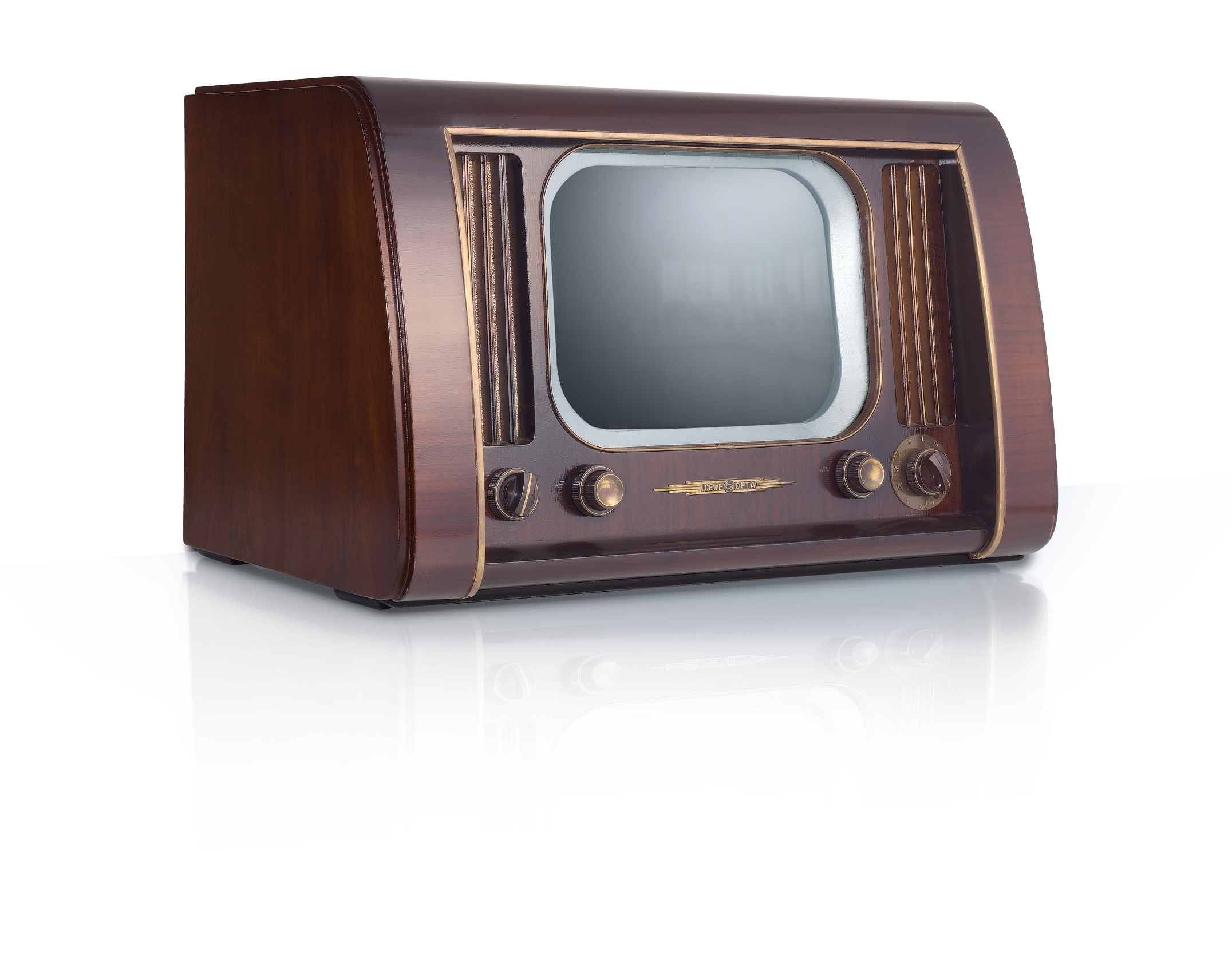
Loewe Iris, 1951
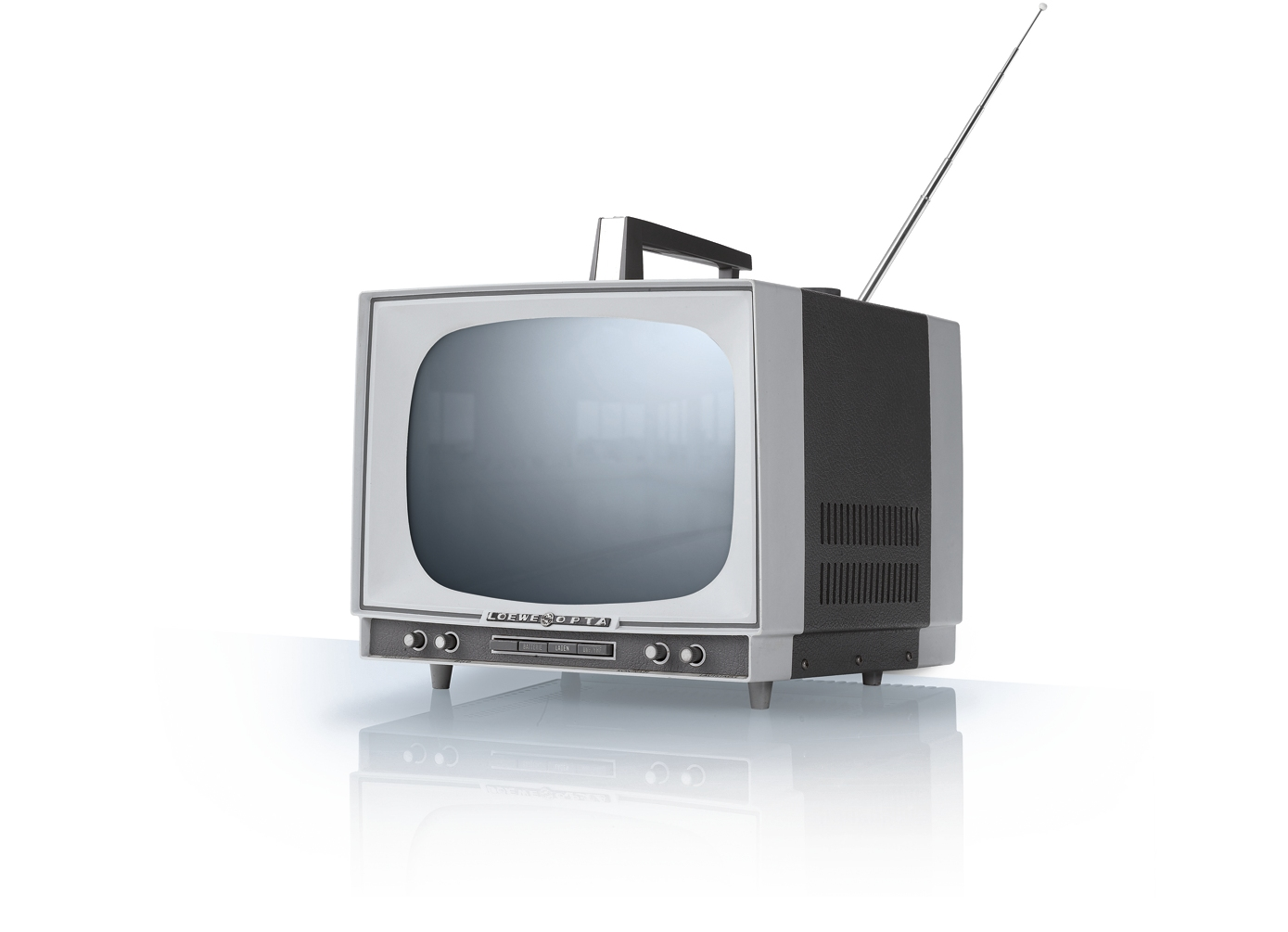
Loewe Optaport, 1963
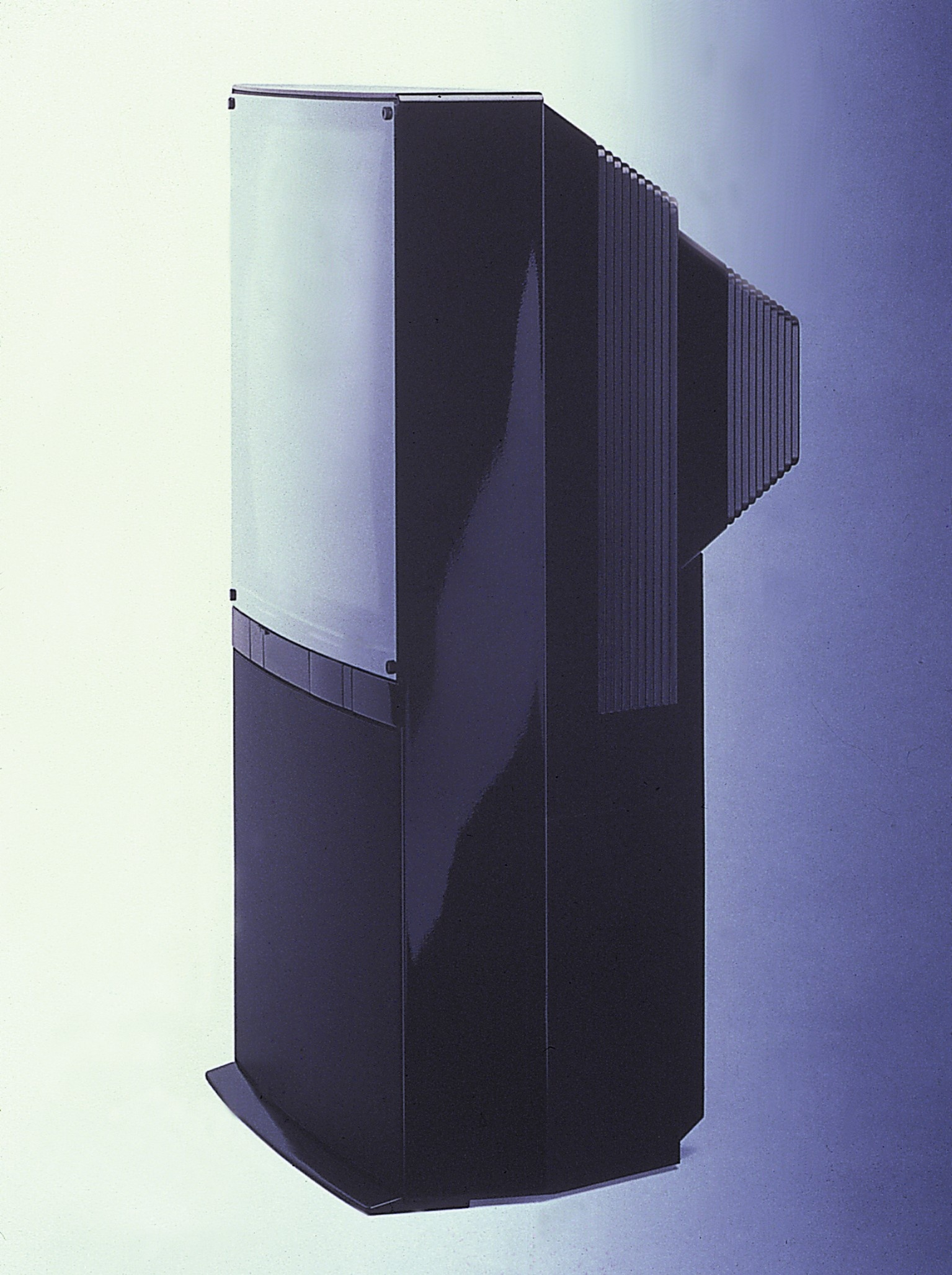
Loewe Art 1, 1985
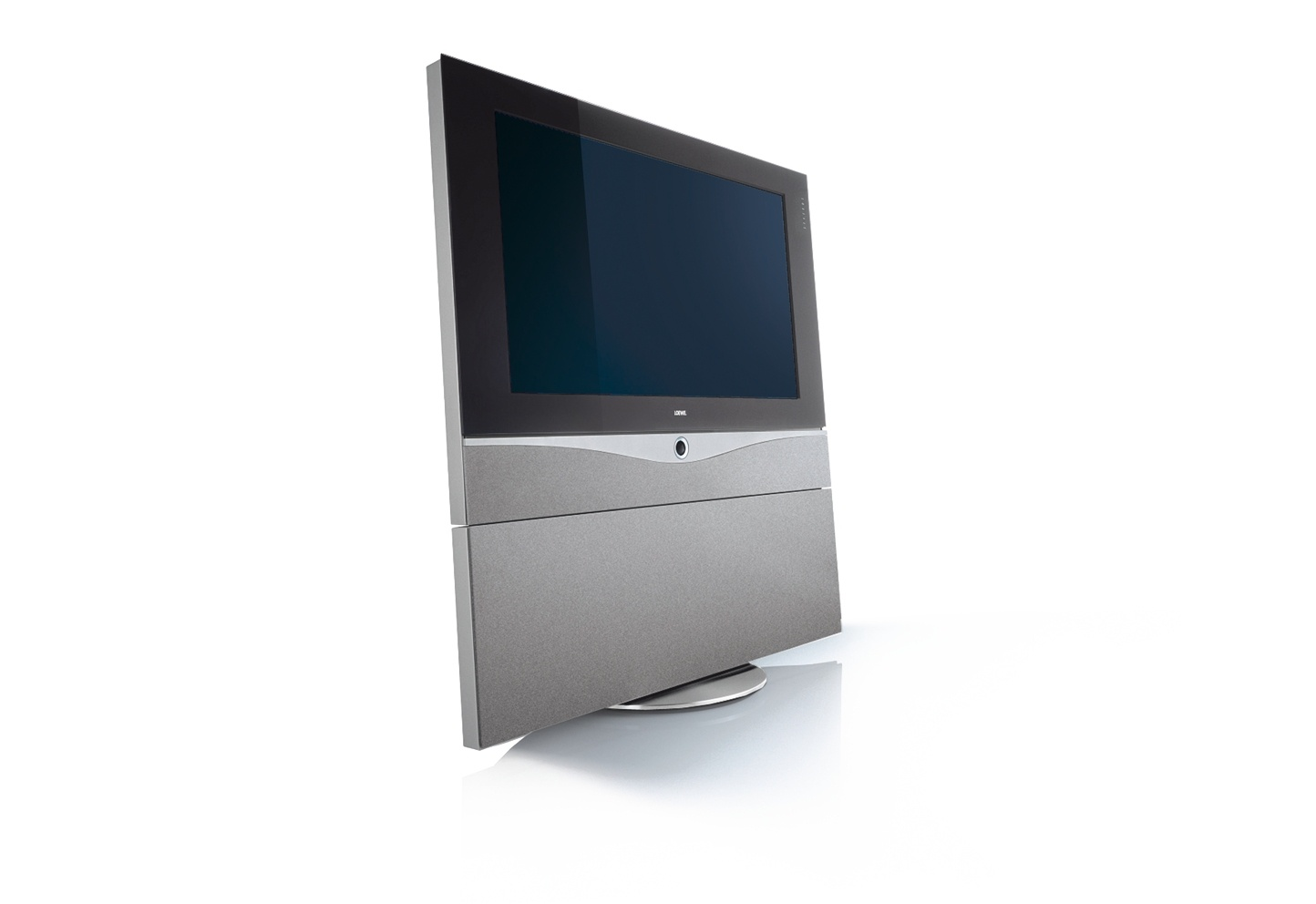
Loewe Spheros, 1998